# Fredro Starr
Pour les articles homonymes, voir Starr.
Fredro Starr, de son vrai nom Fredro Scruggs, né le 18 avril 1971 dans le Queens, New York, est un rappeur et acteur américain. Il est mieux connu comme membre du groupe Onyx.

## Biographie
Starr est né le 18 avril 1971 dans le quartier du Queens, à New York. Starr est le cousin de Sticky Fingaz, un membre, lui aussi, du groupe Onyx. Il a été marié au top model croate Korina Longin.
Après avoir été découvert par Run-DMC, puis Jam Master Jay. Fredro Starr participe à six albums avec Onyx. Il contribue aussi aux chansons de Sunset Park (en), Light It Up et Save the Last Dance. Onyx signe chez Def Jam après avoir réalisé Shut 'Em Down en 1998. Le groupe se sépare temporairement, pendant que Starr réalise son premier album solo, Firestarr, en 2001. L'année suivante, Onyx se reforme et réalise Bacdafucup Part II. Le second album de Starr, Don't Get Mad Get Money, est publié en 2003. En 2006, il forme un nouveau groupe appelé Yung Onyx.
En 2011, lui et Layzie Bone, de Bone Thugs-n-Harmony, ont déclaré travailler sur un EP intitulé Fire Squad. Le 13 mai 2013, Starr publie sa première mixtape et son premier projet solo en dix ans, intitulé Live 4ever Die 2day. Le 17 octobre 2013, Fredro Starr révèle être sur le point du signer avec Death Row Records. Le 25 décembre 2013, Starr et le producteur The Audible Doctor publient leur album collaboratif Made In the Streets. Le 26 novembre 2013, Starr publie son premier single issu de son futur album The Firestarr 2 intitulé What If 2. Le 8 janvier 2014, il publie la vidéo officielle du single.

## Carrière d'acteur
Starr fait ses débuts d'acteur dans le film dramatique Strapped, de Forest Whitaker en 1993. Il joue dans d'autres films comme Clockers , The Addiction, Sunset Park, Ride, Light It Up et Save the Last Dance. À la télévision, Starr a un rôle récurrent dans la série Moesha en tant que fiancé du personnage principal. Il apparaît dans trois épisodes de la série Sur écoute dans le rôle de Marquis « Bird » Hilton.
Starr est aussi apparu dans les séries suivantes : New York Police Blues, New York, police judiciaire, Blade (dans laquelle Sticky Fingaz, un membre d'Onyx, interprète le rôle-titre, Blade), et Promised Land. Il a aussi joué le rôle de Ricky Gannon dans  Les Experts : Miami dans l'épisode Corps en détresse (saison 7, épisode 14).
Il apparait également dans New York Undercover dans l'épisode intitulé Student Affairs (saison 2, épisode 7).

## Discographie
- 2001 : Firestarr
- 2003 : Don't Get Mad Get Money
- 2014 : Made In The Streets (avec The Audible Doctor)[9]
- 2015 : Firestarr 2